# Běleč (Brno-vidéki járás)
Běleč község Csehországban, Brno-vidéki járásban. Běleč Synalov, Ochoz u Tišnova, Osiky, Skorotice és Doubravník településekkel határos. Lakosainak száma 209 fő (2024. január 1.).

## Népesség
A település lakosságának változását az alábbi diagram mutatja:
| Lakosok száma | 190  | 237  | 286  | 323  | 249  | 186  | 189  | 194  | 191  | 209  |
|               | 1869 | 1900 | 1921 | 1961 | 1980 | 2011 | 2016 | 2019 | 2021 | 2024 |